# Night Dreamer
Night Dreamer ist ein Jazz-Album von Wayne Shorter. Es wurde von Rudy Van Gelder in Englewood Cliffs, New Jersey am 29. April 1964 aufgenommen und auf Blue Note Records veröffentlicht.

## Das Album
Nachdem Wayne Shorter drei Alben unter eigenem Namen während seiner Zeit bei Art Blakeys Jazz Messengers für das kleine Jee-Vay-Label eingespielt hatte, bei denen er mit den Trompetern Lee Morgan und Freddie Hubbard zusammenarbeitete, wurde das Jahr 1964 zu einem Wendepunkt seiner bisherigen Karriere. Im April 1964 erhielt er die Möglichkeit, als Leiter eines Quintetts für Blue Note aufzunehmen, die LP Night Dreamer mit Morgan als weiteren Bläser sowie McCoy Tyner, Reggie Workman und Elvin Jones als Begleitgruppe, deren Auswahl schon seine Nähe zu John Coltrane ausdrückt; sie waren 1961 Coltranes Rhythmusgruppe bei der Aufnahme des Albums Africa/Brass. Im August folgte das Album JuJu. Im September wurde Shorter dann Mitglied des legendären zweiten Miles Davis Quintetts, wo er George Coleman ablöste, und trat mit ihm am 15. September auf den Berliner Jazztagen auf. Schließlich entstand im Dezember Shorters Meisterwerk Speak No Evil mit Freddie Hubbard, Herbie Hancock, Ron Carter und erneut Elvin Jones.
Der Jazzkritiker Nat Hentoff schrieb seinerzeit in den Liner Notes zur LP Night Dreamer, es sei Shorters erstes richtiges Album als Leiter einer eigenen Formation, seine bislang wichtigste Session, und sie markiere zudem Shortes gewachsene Bedeutung als Komponist von Jazztiteln; so enthält das Album ausschließlich Originaltitel. Es war auch ein Übergangsalbum von den mehr im herkömmlichen Hard-Bop-Stil gehaltenen, straight-forward gespielten Titeln der Vee Jay-Phase zu anspruchsvolleren Kompositionen. Gefragt, worum es ihm bei seinen Stücken ginge, sagte Shorter, es gehe ihm um den Anspruch auf „Einsicht“ (judgment); den Titel „Armageddon“ verstehe er nicht (herkömmlicherweise) als den Kampf zwischen „Gut“ und „Böse“, sondern als den Beginn einer Periode totaler Erleuchtung, in der wir erkennen, was wir sind und warum wir hier (auf der Erde) sind, zitiert ihn Hentoff.
Shorters Proklamierung von Erleuchtung (enlightenment) beginnt mit dem Titelstück „Night Dreamer“, dem er einen zumeist fließenden Charakter gibt. Der folgende „Oriental Folk Song“ war ursprünglich als Thema für eine TV-Werbesendung geschrieben worden; später adaptierte ihn Shorter in eine Jazzfassung.
Die stark von Coltrane inspirierte Ballade „Virgo“ meint das Sternzeichen Jungfrau, unter dem Shorter am 25. August 1933 geboren wurde. In „Virgo“ deutet sich schon die Balladenkunst des Komponisten Shorter an, die wenige Jahre später in Titeln wie „Fall“ (auf Nefertiti) oder „Water Babies“ 1967 in der Miles Davis Band kulminierte.
„Black Nile“ erhielt seinen Titel von Büchern des Autors Alan Moorehead, The White Nile und The Blue Nile, verstanden als Hommage Shorters an die ägyptische Kultur als eine der ältesten afrikanischen Hochkulturen.
Der folgende „Charcoal Blues“ (Holzkohle-Blues) ist Shorters Referenz an die Bluessongs seiner Kindheit.
Der letzte Titel „Armageddon“ (Harmagedon) nimmt für den Saxophonisten einen zentralen Platz ein; er betont die Ernsthaftigkeit der Komposition, die zunächst mit ihrer schnell gespielten Einleitung in die Irre führt und wie eine Camouflage ist für das, was danach kommt, schrieb Hentoff 1964.

## Bewertung des Albums
Mit Night Dreamer begann die sechs Jahre andauernde Ära Wayne Shorters bei dem Label Blue Note; elf Musikproduktionen entstanden in dieser Zeit.
Bob Blumenthal schrieb in seinen Bemerkungen zur Neuausgabe 2004, dass Shorter mit dem Album und seinen spirituellen Intentionen viel von dem vorwegnahm, was in der zweiten Hälfte der 1960er Jahre in der Gesellschaft spürbar wurde. Joe Zawinul sagte von seinem Kollegen, er sei die erste Person, die ich traf, die für ein neues Denken offen war. Der All Music Guide vergibt dem Album die zweithöchste Bewertung (4.5 von 5 Punkten) Night Dreamer zählt heute zu den essentiellen Alben von Shorters früher Schaffensphase, Richard Cook und Brian Morton bemerkten zu dem Album, dass es Shorters am meisten individuelles Werk in der Gruppe der Blue Note-LPs sei; Night Dreamer sei auch das Werk, in dem er Coltrane am nächsten steht; so zeige „Virgo“ wie eine Objektstudie, wie sehr Coltrane jüngere Saxophonisten beeinflusste. Titel wie „Charcoal Blues“ oder „Armageddon“ sind leicht mit seinem (späteren) Werk identifizierbar; und auch der exotische Touch eines „Oriental Folk Song“ wiederhole sich in den späteren Einspielungen Shorters. Cook und Morton geben dem Album die zweithöchste Bewertung.
Ian Carr betonte im Jazz – Rough Guide, das poetische Moment an Shorters Kompositionen im Vergleich zu den vorherigen Aufnahmen bei Vee Jay bzw. bei Blakey. und nennt es ein großartiges Pre-Miles-Album.

## Die Titel

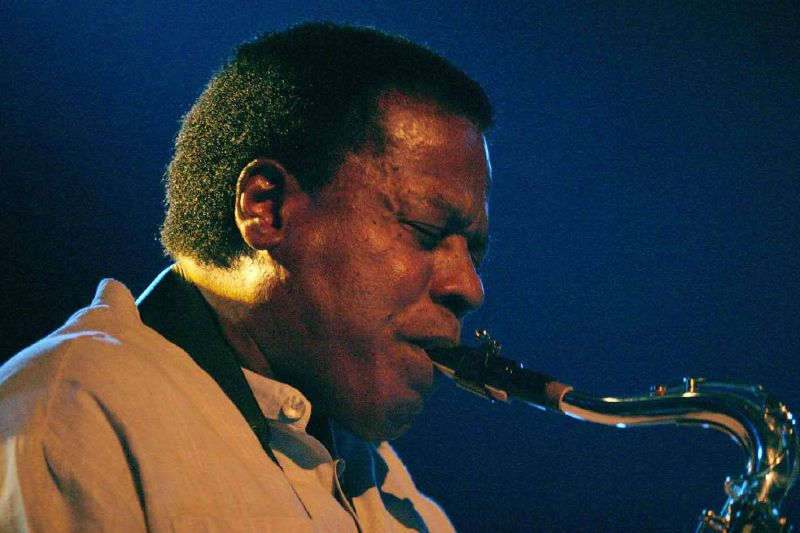
Wayne Shorter

Blue Note LP: (BST 844173), CD: (82 84173) (1987), CD (RVG-Serie): (7243 8 75334 24)
1. Night Dreamer – 7:15
2. Oriental Folk Song – 6:51
3. Virgo – 7:07
4. Black Nile – 6:28
5. Charcoal Blues – 6:54
6. Armageddon – 6:23
7. Virgo (alternate take)* – 7:03 (*Bonustrack)

Alle Titel wurden von Shorter komponiert. Die Cover-Fotografie stammte von Francis Wolff. 2005 wurde das Album als Teil der Rudy Van Gelder-RVG Edition Serie neu herausgegeben.